# Pedro Navia
Pedro Navia (Santiago de Chile), fue un tenor lírico chileno.

## Biografía
Cantante lírico chileno, nacido en Santiago en 1884. Formó parte del coro de niños de la Catedral Metropolitana de Santiago hasta 1900, para más adelante estudiar en el Conservatorio Nacional.
Debuta en 1906 en Concepción, como Rodolfo en la ópera “La Bohème” de Giacomo Puccini. Luego de cantar diversos roles en Chile, Brasil y Argentina, viaja a Italia, debutando en Bari en 1912 con “Fausto” de Gounod. En 1913 llega su debut en el Teatro de La Scala de Milán con la ópera “Le donne curiose”, a la que siguieron “Lohengrin” y “Cavalleria Rusticana”. Debuta en el Teatro Colón de Buenos Aires en 1916 con “Rigoletto” y “Boris Godunov”, junto a Titta Ruffo, aunque la fama la alcanzó con “La Bohème”, “Tosca” y “Manon Lescaut”.
Tuvo un repertorio de 30 óperas y nunca grabó en disco.
Murió en fecha desconocida en Bogotá, Colombia, donde había formado una academia de canto alrededor de 1950.
En 1997 fue honrado, al aparecer su imagen en una serie de sellos de correos que conmemora a un grupo de cantantes líricos chilenos del pasado.